# Podestà
Ein Podestà [podeˈsta] (von lateinisch potestas „(Amts-)Gewalt, Macht“) oder Podestat ist ein bestellter Gouverneur, der eine Gemeinde oder ein Gebiet führt.

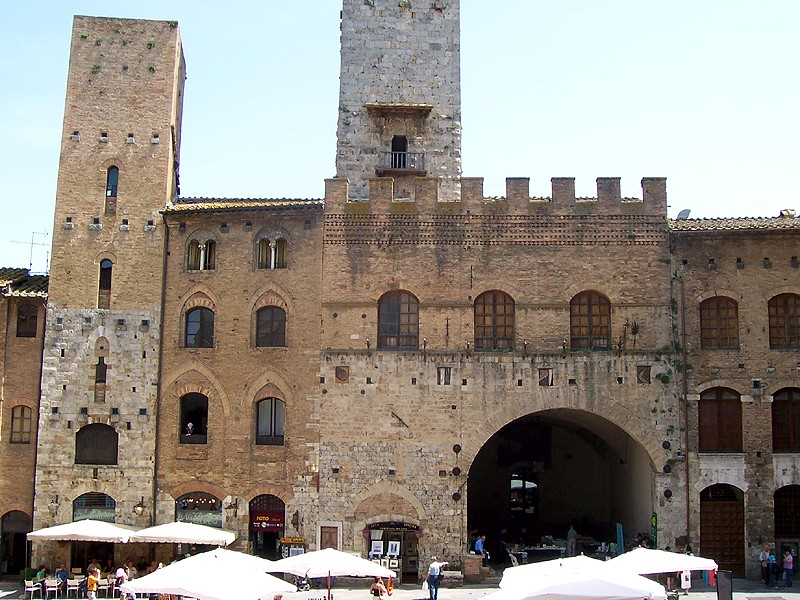
Palazzo del Podestà (San Gimignano)

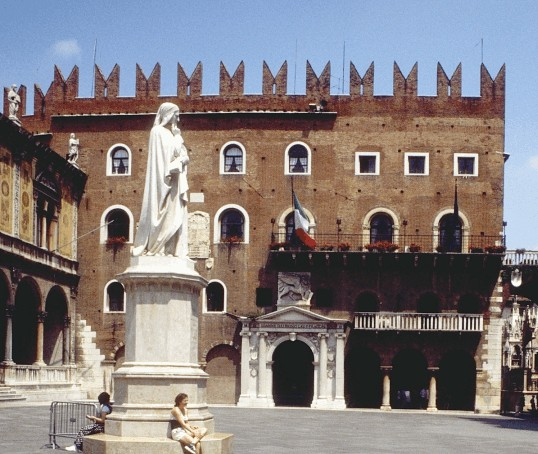
Palazzo del Podestà (Verona)

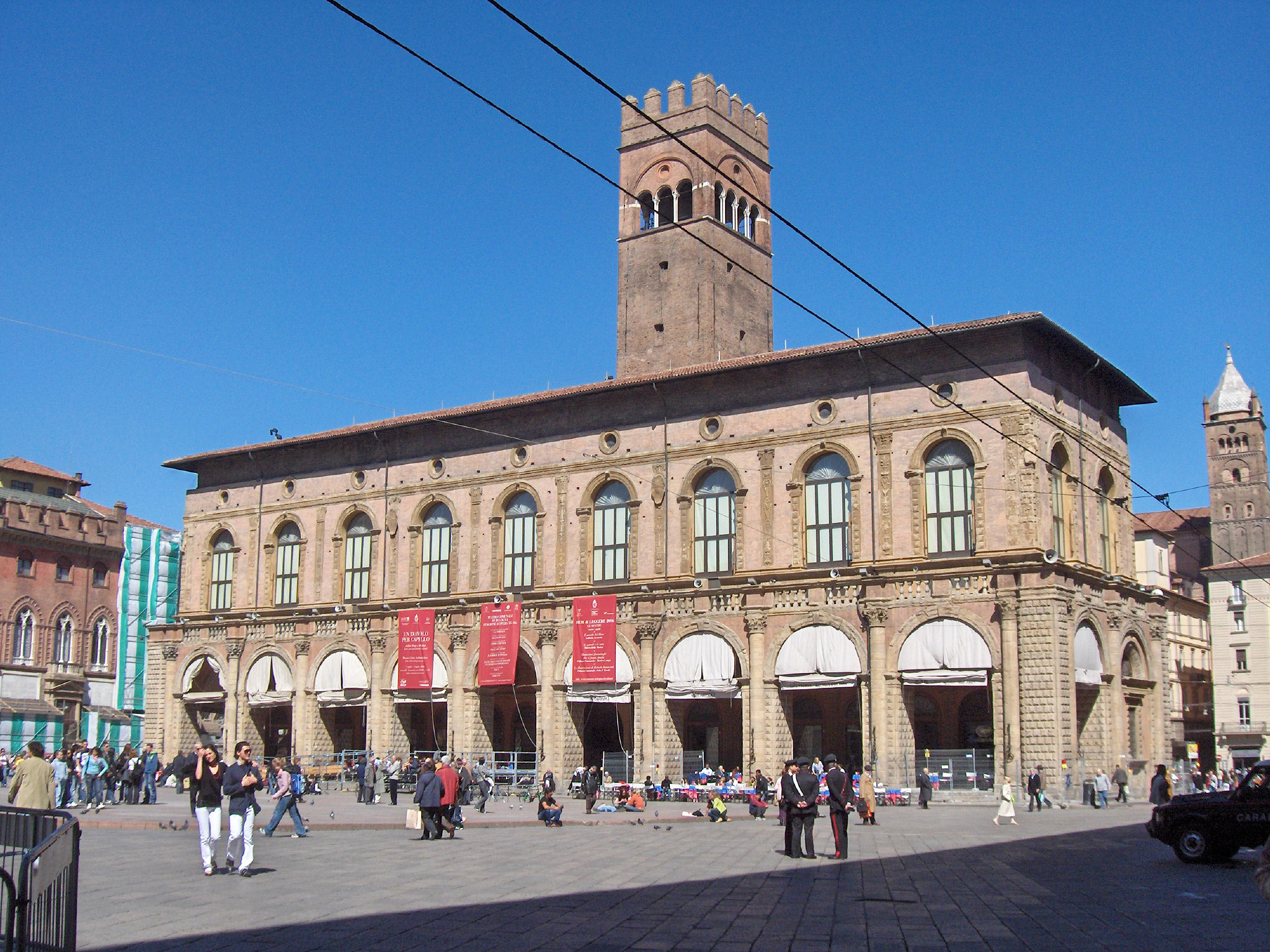
Palazzo del Podestà (Bologna)

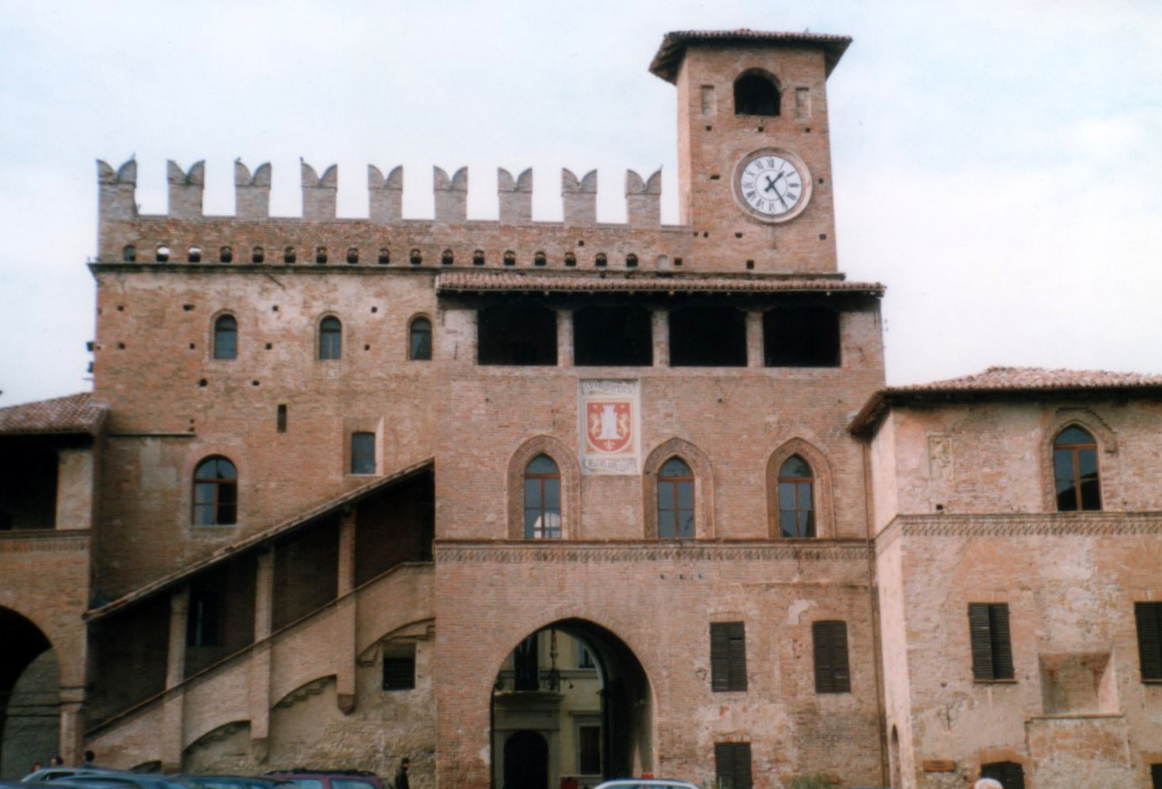
Palazzo del Podestà (Castell’Arquato)

Als Podestà wurden im Mittelalter die lokalen Vertreter der Stadtherren in italienischen Städten bezeichnet. Aufgrund interner Auseinandersetzungen, die eine Leitung der Stadt durch eigene kommunale Amtsträger wegen gegenseitigen Misstrauens unmöglich machten, engagierten aber auch viele Städte von sich aus ab Ende des 12. Jahrhunderts einen ortsfremden Podestà, häufig samt seinem Apparat aus Juristen, Verwaltungsfachleuten und Soldaten. Die Konditionen und Kompetenzen seines Engagements wurden vorher detailliert ausgehandelt und schriftlich fixiert und seine Amtseinführung erfolgte mittels genau festgelegter ritualisierter Handlungen. Er erhielt mit dem Gerichtswesen sowie dem Kommando über das kommunale Truppenaufgebot weitreichende Kompetenzen, war aber strengen Regelungen und Kontrollen unterworfen. Er hatte einen Eid auf die Stadtstatuten abzulegen, dass er sich den Normen und Regeln der Gemeinschaft bedingungslos unterordne. Außerdem bestand die Möglichkeit eines Amtsprüfungsverfahrens nach Ablauf seiner Regierungszeit und daraus möglicherweise folgende erhebliche Gehaltsabzüge. Andererseits begünstigten die quasi-diktatorischen Vollmachten des Podestà gelegentlich die Bildung der Signorien, wie bei den Scaligern in Verona.
Die Bündner setzten in ihren Untertanengebieten im Veltlin, das sie vom 16. bis 18. Jahrhundert besetzt hielten, Podestaten aus ihrer eigenen Führungsriege ein. Heute noch wird der Gemeindepräsident zum Beispiel von Poschiavo (Kanton Graubünden/Schweiz) als Podestà bezeichnet. Ein Weiler im Hochtal Avers heißt Podestatsch Hus, nach dem Haus des Podestà.
Im italienischen Faschismus wurden zwischen 1926 und 1945 die Bürgermeister Italiens so genannt, um den nun per Dekret ernannten Bürgermeister vom gewählten sindaco der demokratischen Tradition zu unterscheiden.

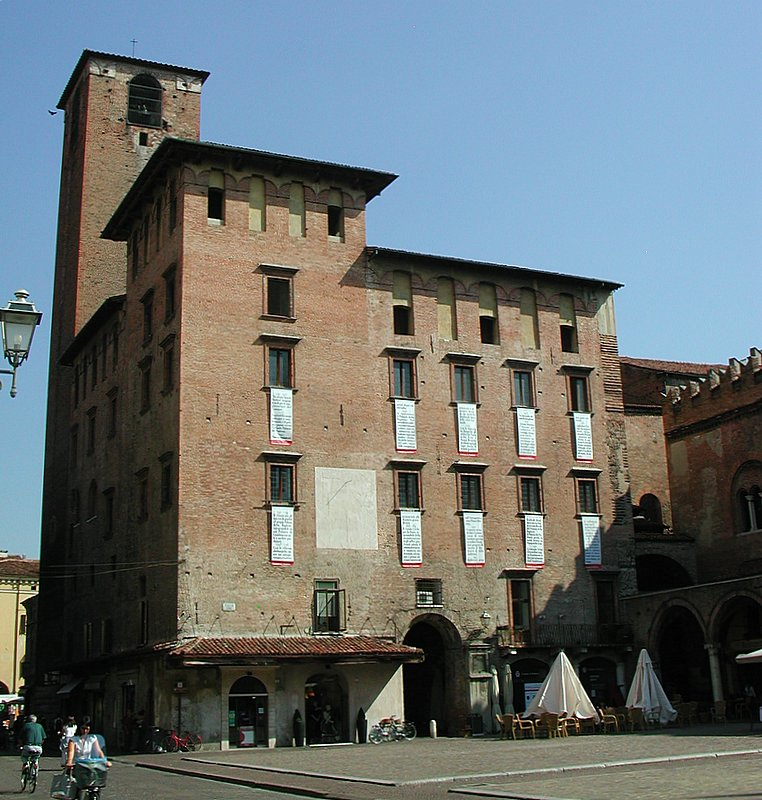
Palazzo del Podestà (Mantua)
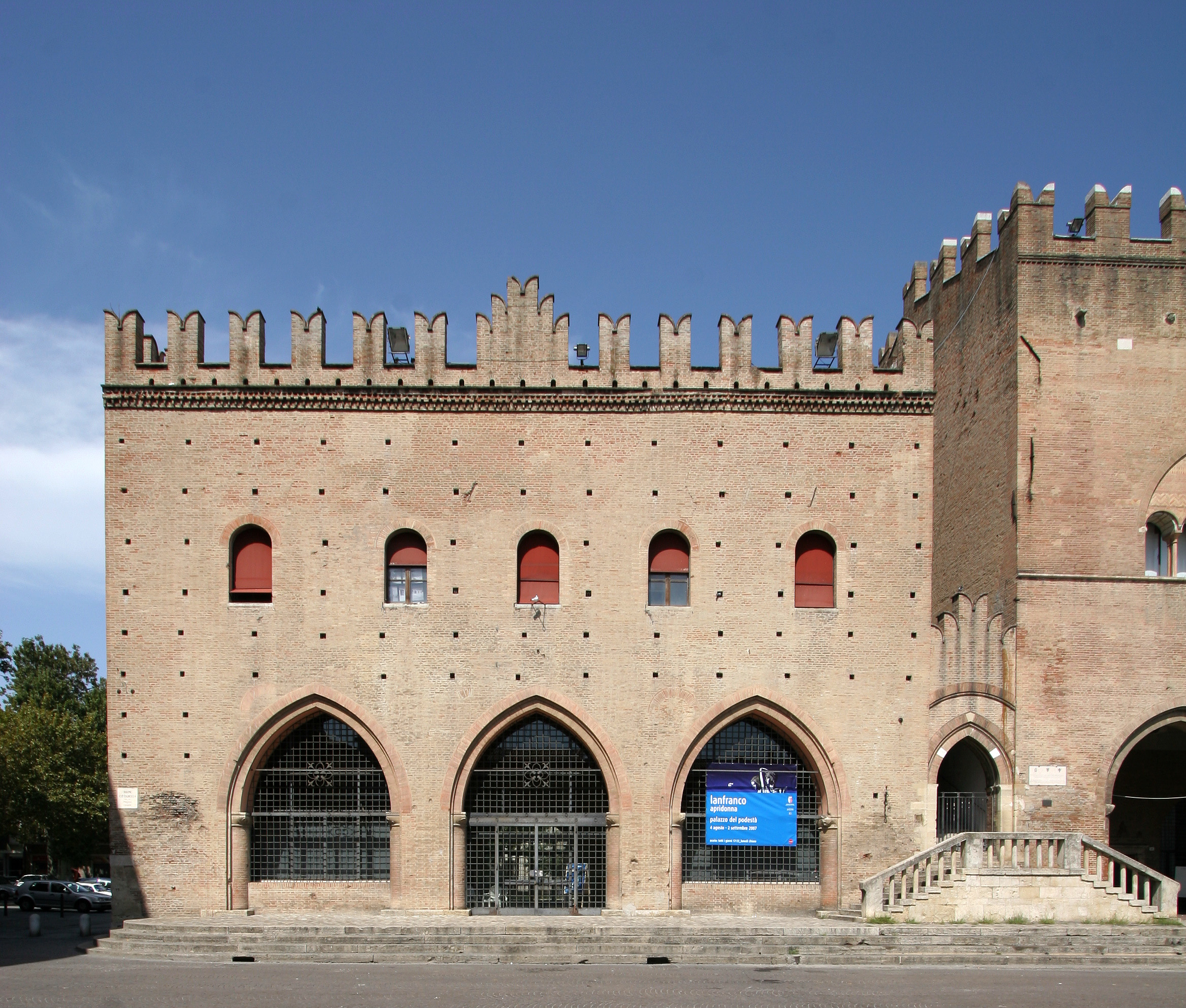
Palazzo del Podestà (Rimini)